# 治田村 (三重県)
治田村（はったむら）は三重県員弁郡にあった村。現在のいなべ市北勢町の南西部にあたる。

## 地理
- 山岳：藤原岳
- 河川：員弁川、青川、多志田川

## 歴史
- 1889年（明治22年）4月1日 - 町村制の施行により、中山村・東村・垣内村・別名村・麓村・奥村・新町村の区域をもって発足。
- 1955年（昭和30年）8月1日 - 北勢町に編入。同日治田村廃止。

## 交通

### 鉄道路線
- 三岐鉄道
  - 三岐線
    - 伊勢治田駅
- 三重交通
  - 北勢線（現・三岐鉄道北勢線）
    - 六石駅（2004年廃止）